# Lepisanthes rubiginosa
Lepisanthes rubiginosa là một loài thực vật có hoa trong họ Bồ hòn. Loài này được (Roxb.) Leenh. mô tả khoa học đầu tiên năm 1969.

## Hình ảnh

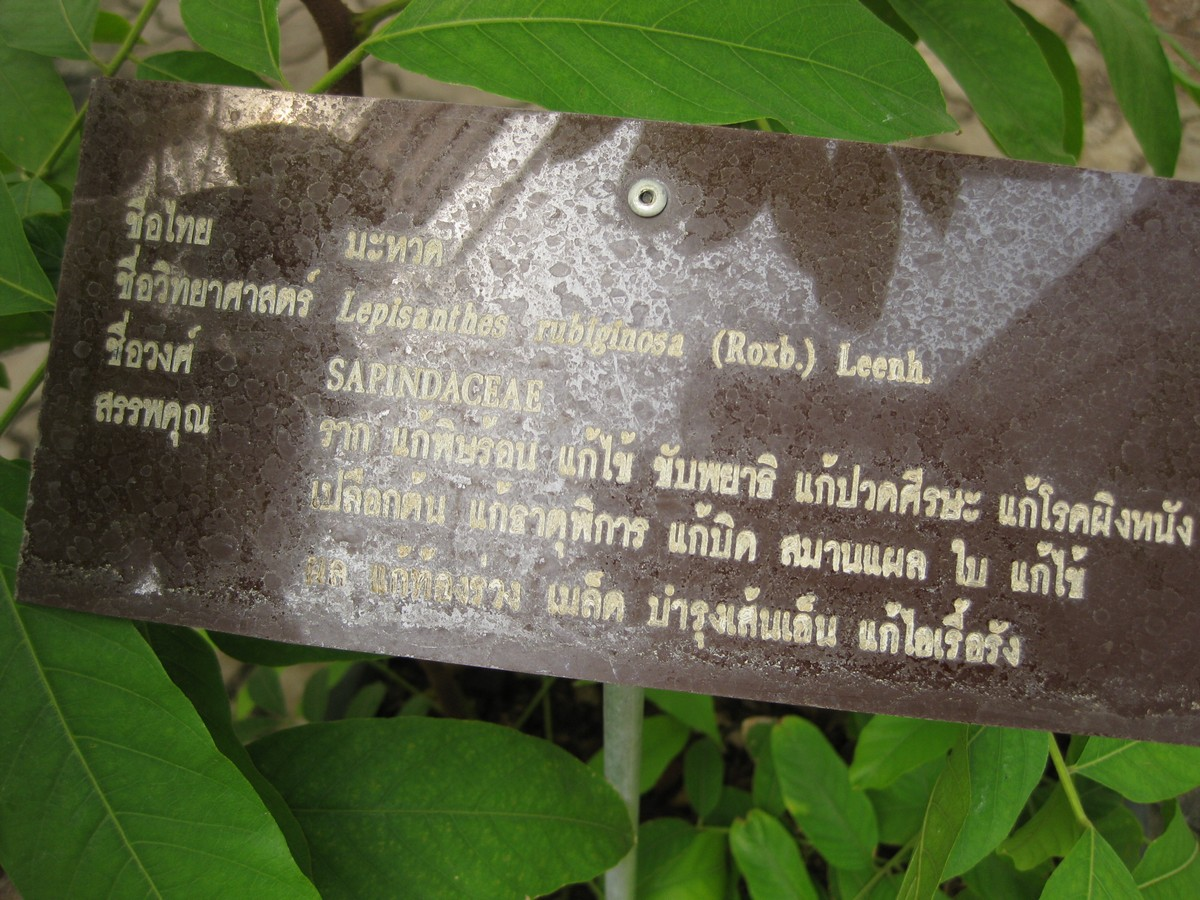
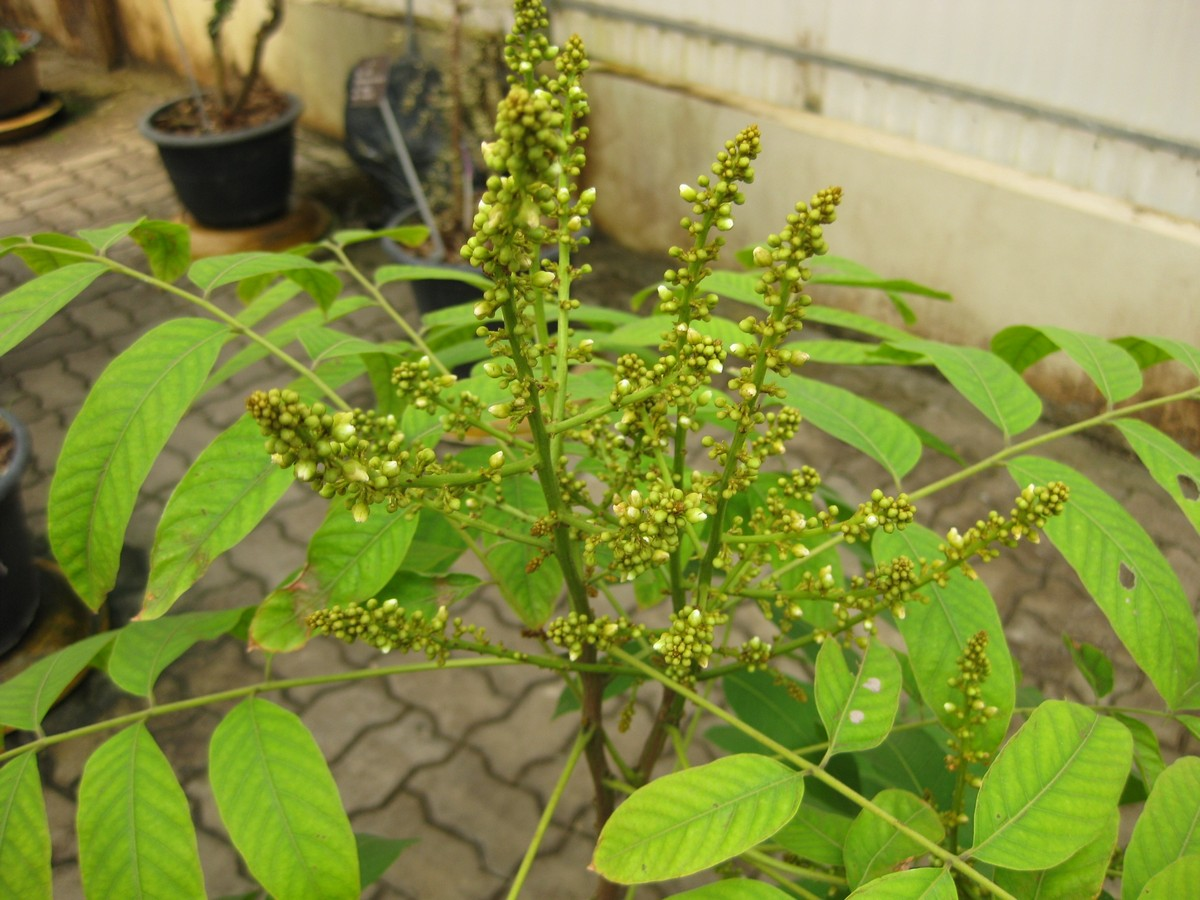